# Frank Noya
Frank Noya (Djokjakarta (Nederlands-Indië), 12 november 1933 – Hilversum, 30 oktober 2016) was een Nederlands musicus. Bij het grote publiek was hij vooral bekend als muzikaal begeleider in De film van Ome Willem, met collega-musici Harry Bannink en Harry Mooten.

## Biografie
Noya werd vooral bekend als de basspelende "papjesgeitenbreier" uit De film van Ome Willem, waarin hij met pianist Harry Bannink en accordeonist Harry Mooten de Geitenbreiers, het begeleidend combo voor Ome Willem, vormde. Aanvankelijk speelde Noya basgitaar, maar na een paar seizoenen stapte hij over op contrabas. Zijn bijnaam kreeg hij doordat hij de vraag van Ome Willem "Lust je ook wel bloemkool dan?" steevast beantwoordde met "met een papje, met een papje". 
Samen met Bannink was Noya ook te zien in Wieteke van Dorts De Late Late Lien Show als lid van de Saté Babi Boys. 
Daarnaast speelde hij onder andere op de plaat Neerlands Hoop in Panama van Neerlands Hoop in Bange Dagen (1971) en in het muziekcombo bij het hoorspel Hier spreken a.u.b. (1978). Hij werkte ook samen met o.a. Jasperina de Jong en Paul van Vliet. Eind jaren 1980 speelde hij regelmatig samen met pianist Dolf de Vries. 
Frank Noya overleed in 2016 op 82-jarige leeftijd.